# Епархия Леополдины

Regional CNBB Leste 2.

Епархия Леополдины (лат. Dioecesis Leopoldinensis) — епархия Римско-Католической церкви с центром в городе Леополдина, Бразилия. Епархия Леополдины входит в митрополию Жуис-ди-Форы. Кафедральным собором епархии Леополдины является церковь святого Себастьяна.  

## История
28 марта 1942 года Римский папа Пий XII издал буллу «Quae ad maius», которой учредил епархию Леополдины, выделив её из apxиепархии Марианы и епархии Жуис-ди-Форы. Первоначально епархия Жекие входила в митрополию Марианы.
14 апреля 1962 года епархия Леополдины вошла в митрополию Жуис-ди-Форы.

## Ординарии епархии
- епископ Delfim Ribeiro Guedes (1943—1960);
- епископ Geraldo Ferreira Reis (1961—1985);
- епископ Sebastião Roque Rabelo Mendes (1985—1989);
- епископ Ricardo Pedro Chaves Pinto Filho (1990—1996);
- епископ Célio de Oliveira Goulart (1998—2003);
- епископ Dario Campos (23.06.2004 — 27.04.2011);
  - Sede vacante;
- епископ José Eudes Campos do Nascimento (27.06.2012 — по настоящее время).

## Источник

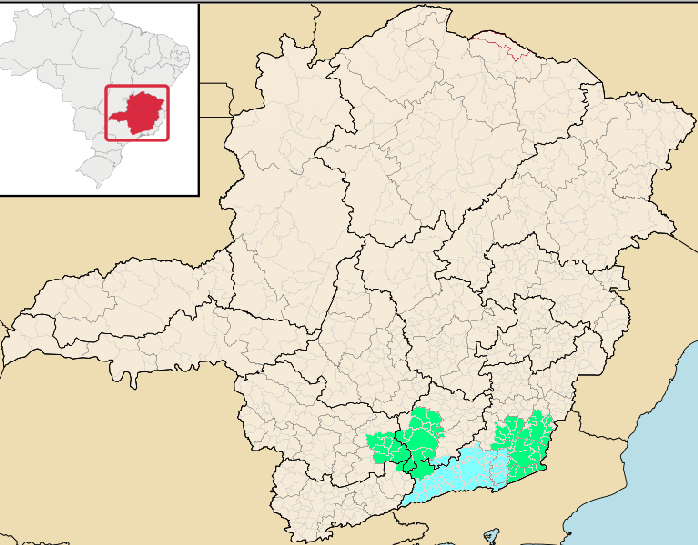
Ecclesiastical Province of Juiz de Fora.

- Ecclesiastical Province of Juiz de Fora.Annuario Pontificio, Libreria Editrice Vaticana, Città del Vaticano, 2003, ISBN 88-209-7422-3

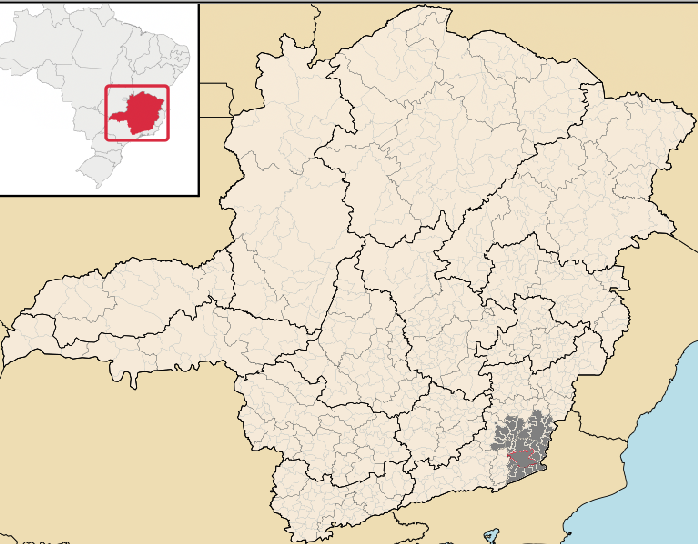
Diocese of Leopoldina.

- Diocese of Leopoldina.Булла Quae ad maius, AAS 34 (1942), стр. 326  (лат.)